# Neacomys paracou
Neacomys paracou és una espècie de mamífer rosegador de la família dels cricètids que es troba a l'estat Bolívar, a l'est de Veneçuela, Guyana, al Surinam, la Guaiana Francesa i el Brasil, al nord del riu Amazones i a l'est del Rio Negro. L'espècie fou anomenada en honor de Paracou, el lloc on feren la recerca Voss et al. (2001). La població que ara és coneguda com a N. paracou, fou, igual que N. dubosti, comptada com a N. guianae fins al 2001. Aquest darrer només es troba a Guyana, el Surinam i parts de l'est de Veneçuela. Com que aparentment N. paracou és l'espècie de Neacomys amb la distribució més extensa a les Guianes, se suposa que molta informació en la literatura de N. guianae es refereix en realitat a N. paracou.
N. dubosti és una espècie petita de Neacomys, de cua curta unicolor i dits curts. L'esquena és de color marró una mica més clar als flancs. La pell de la panxa és molt més clara, de vegades blanca. N. dubosti té 56 cromosomes.